# コーンウォール公
コーンウォール公爵（英:Duke of Cornwall）は、ランカスター公と並んで公爵領が付随するイングランドの爵位である。ランカスター公爵の称号とその領地は1413年以来王冠に付随して国王が持ち続けるが、コンウォール公爵の称号とその領地は、イングランド王位（現在では連合王国王位）の相続人である最年長の男子が自動的に獲得する。
現在のコーンウォール公は、チャールズ3世の長男ウィリアムである。

## 歴史

### 伝説上のコーンウォール公

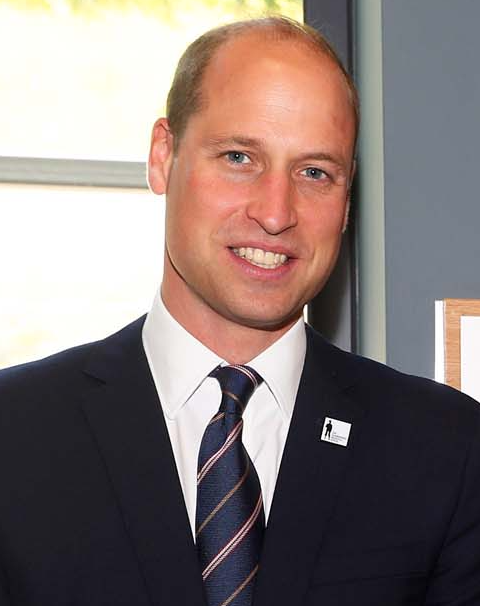
現コーンウォール公ウィリアム

アーサー王伝説では、イングランド王ユーサー・ペンドラゴン (King Uther Pendragon) はコーンウォール公ゴルロイス (Gorlois) の妻イグレインに魅了され、魔術師マーリンの助けでゴルロイスに化け、子供をもうけた。ゴルロイスはユーサー・ペンドラゴンの支配に反抗してイグレインともども殺害され、ここで生まれた非嫡出児はのちにアーサー王となったという。

### 史実上のコーンウォール公
コーンウォール公位は、エドワード3世の長男エドワード黒太子に対して1336年に創設された。エドワードがエドワード3世より先に死去した後、公位はその長男リチャード（後のリチャード2世）に対して再度創設された。1421年の勅令によると公位はイングランド王位の継承者である、王の最年長の男子にのみ相続される。
そのため王の長男が王より先に死去した場合、長男に男子、すなわち王の孫がいても公位を継承しない。長男に子供がいないときは、次男が公位を継承する。したがって、王の孫は、王位の法定推定相続人として皇太子になりえてもコーンウォール公を兼ねることはない。例えば、ジョージ2世の孫ジョージ（後のジョージ3世）は、皇太子ではあったがコーンウォール公ではなかった。
なお、国王から宣下される必要がある皇太子や、授爵を受ける必要があるほかの貴族の爵位とも異なり、条件を満たす人は、自動的にコーンウォール公となる。 
この継承規定のため、コーンウォール公には空位期間が生じる場合がある。直近の例はジョージ5世の長男エドワードがエドワード8世として即位しコーンウォール公を退いた1936年から、エリザベス2世の即位に伴いその長男チャールズがコーンウォール公となる1952年までの16年間である。エドワード8世には子供がなく、ジョージ6世も男児に恵まれなかったためであった。
1856年、大蔵省の役人ジョージ・ハリソンは、コーンウォール公領は封土 (en:County palatine) であり、コーンウォールでの王権はコーンウォール公爵が持ち、イングランドの治外法権であると主張して認められた。
1969〜71年のイギリス政体に関するキルブランドン報告によれば、コーンウォールを行政区分（カウンティ）として扱う場合、公式文書では’’公領’’であるコーンウォールを’’伯領’’（カウンティ）と表記しないことが推奨されている。これは上述したコーンウォールの位置付けに基づく。
ウェールズ公チャールズ（チャールズ3世）と結婚したカミラは、ウェールズ公妃殿下ではなくコーンウォール公妃殿下の称号を使用していた。

## コーンウォール公領
コーンウォール公領はおよそ570平方キロメートル以上の土地からなり、その半分はデヴォンにある。
伝統的に、コーンウォール公は領地から地代を受け取る権利を持つ。先代のコーンウォール公チャールズは、1973年にローンセストン城で地代として1足の白手袋、1つがいのグレイハウンド、1ポンドの胡椒とクミン、1組の金色の拍車、100枚のシリング銀貨、弓、槍、および薪を受け取った。また、公領の収入で自身の公務を賄う権利も持つ。コーンウォール公が不在のときは、公領からの収入は王のものとなる。
コーンウォール公は他にも公領においていくつかの権限を持っており、そのため憲法上の地位に関して議論がある。例えば、コーンウォール州長官は、イングランドやウェールズと異なり国王ではなく公爵によって任命される。また公領内で無遺言であったり相続人がいなくなった土地や発見された埋蔵物、およびコーンウォールの海岸で難破した船は公爵のものとなるが、コーンウォール外ではそのような財産は国王のものである。さらにイギリスで捕らえられたチョウザメは国王に対して（儀礼的に）献上されるが、コーンウォールでは公爵がその対象である。
2003年、公領は9,943,000UKポンドの収入があった。コーンウォール公領は所得税を免除されているが、チャールズは自発的に納税した。

コーンウォール公旗

## 紋章
コーンウォール公の紋章は黒地に15枚のベザント金貨を逆三角形状に並べたものである。歴代の公の紋章にも、これが描かれた小さな盾が中央の盾の下に描かれている。またこれはコーンウォール州議会によってコーンウォールをあらわすためにも用いられる。

## コーンウォール公爵一覧
現在までのコーンウォール公と、彼らがコーンウォール公位となった年と理由、およびコーンウォール公でなくなった理由は以下のとおり。 
1. エドワード（エドワード3世の子）
1337年に議会によって与えられてから1376年に死去するまで。
2. リチャード（エドワード黒太子の子）
1376年に勅令で与えられてから1377年にリチャード2世として即位するまで。
3. ヘンリー（ヘンリー4世の子）
1399年に議会によって与えられてから1413年にヘンリー5世として即位するまで。
4. ヘンリー（ヘンリー5世の子）
1421年に出生してから1422年にヘンリー6世として即位するまで。
5. エドワード（ヘンリー6世の子）
1453年に出生してから1471年に死去するまで。
6. エドワード（エドワード4世の子）
1470年に勅令で与えられてから1483年にエドワード5世として即位するまで。
7. エドワード（リチャード3世の子）
1483年に父リチャード3世が即位してから1484年に死去するまで。
8. アーサー（ヘンリー7世の子）
1486年に出生してから1502年に死去するまで。
9. ヘンリー（ヘンリー7世の子）
1502年に兄アーサーが死去してから1509年にヘンリー8世として即位するまで。
10. ヘンリー（英語版）（ヘンリー8世の子）
1511年に出生してから同年死去するまで。
11. ヘンリー（ヘンリー8世の子）
1514年に出生してから同年死去するまで。
12. ヘンリー（ヘンリー8世の子）
1534年に出生してから同年死去するまで。
13. ヘンリー（ヘンリー8世の子）
1536年に出生してから同年死去するまで。
14. エドワード（ヘンリー8世の子）
1537年に出生してから1547年にエドワード6世として即位するまで。
15. ヘンリー・フレデリック（ジェームズ1世の子）
1603年に父ジェームズ1世が即位してから1612年に死去するまで。
16. チャールズ（ジェームズ1世の子）
1612年に兄ヘンリーが死去してから1625年にチャールズ1世として即位するまで。
17. チャールズ・ジェームズ（チャールズ1世の子）
1629年に出生してから同年に死去するまで。
18. チャールズ（チャールズ1世の子）
1630年に出生してから1649年にチャールズ2世として即位するまで。
19. ジェームズ・フランシス・エドワード（ジェームズ2世の子）
1688年に出生してから1689年の名誉革命で父ジェームズ2世が廃位されるまで。
20. ジョージ・オーガスタス（ジョージ1世の子）
1714年に父ジョージ1世が即位してから1727年にジョージ2世として即位するまで。
21. フレデリック・ルイス（ジョージ2世の子）
1727年に父ジョージ2世が即位してから1751年に死去するまで。
22. ジョージ・オーガスタス・フレデリック（ジョージ3世の子）
1762年に出生してから1820年にジョージ4世として即位するまで。
23. アルバート・エドワード（ヴィクトリアの子）
1841年に出生してから1901年にエドワード7世として即位するまで。
24. ジョージ・フレデリック・アーネスト・アルバート（エドワード7世の子）
1901年に父エドワード7世が即位してから1910年にジョージ5世として即位するまで。
25. エドワード・アルバート・クリスチャン・ジョージ・アンドリュー・パトリック・デイヴィッド（ジョージ5世の子）
1910年に父ジョージ5世が即位してから1936年にエドワード8世として即位するまで。
26. チャールズ・フィリップ・アーサー・ジョージ（エリザベス2世の子）
1952年に母エリザベス2世が即位してから2022年にチャールズ3世として即位するまで。
27. ウィリアム・アーサー・フィリップ・ルイ（チャールズ3世の子）
2022年に父チャールズ3世が即位してから現在まで。